# Witbuikzeearend
De witbuikzeearend (Icthyophaga leucogaster synoniem: Haliaeetus leucogaster) is een roofvogel uit de familie van havikachtigen (Accipitridae). Deze soort werd in 1788 door Johann Friedrich Gmelin geldig beschreven. Deze arendsoort komt voor in Oriëntaals en het Australaziatisch gebied.

## Uiterlijk
De witbuikzeearend is een grote roofvogel met een spanwijdte van 180 tot 220 cm en een lichaamslengte van ongeveer 70 cm. Het gewicht bedraagt 2,5 tot 4,2 kg. Net als bij andere arendsoorten zijn de vrouwelijke dieren groter dan de mannelijke witbuikzeearenden. De volwassen witbuikzeearend heeft een wit verenkleed met donkergrijze vleugels. Jonge vogels hebben een grijsbruin verenkleed. De staart is net als bij alle zeearenden kort en wigvormig.

## Leefwijze
De witbuikzeearend voedt zich voornamelijk met waterdieren zoals vissen, schildpadden en zeeslangen. Ook vogels tot de grootte van een zwaan, waaronder waadvogels, sternen, jonge reigers, eendvogels en aalscholvers, en zoogdieren zoals knaagdieren en kleine buideldieren zijn een potentiële prooi. Verder wordt ook aas wel gegeten. De witbuikzeearend leeft alleen, in paren of in een familiegroep. Het nest van deze roofvogel is over het algemeen groot en bevindt zich in bomen of op kliffen langs de kust.

## Leefgebied
De witbuikzeearend is een bewoner van kuststreken en waterrijke bosgebieden in het Oriëntaals en Australaziatisch gebied. Het verspreidingsgebied loopt van westelijk India en zuidelijk China tot Australië en Nieuw-Guinea. In Azië komt de witbuikzeearend voor in Bangladesh, Brunei, Cambodja, China, India, Indonesië, Laos, Maleisië, Myanmar, Filipijnen, Singapore, Sri Lanka, Taiwan, Thailand en Vietnam. In Australië, waar het na de wigstaartarend (Aquila audax) de grootste roofvogel is, bewoont de witbuikzeearend kustgebieden en moerassen in zowel de tropische als de subtropische zone. In alle staten en territoria is de soort te vinden. Verder leeft de witbuikzeearend ook in Papoea-Nieuw-Guinea en het komt dit dier als dwaalgast voor op Christmaseiland.

## Status
De witbuikzeearend heeft een enorm groot verspreidingsgebied en daardoor alleen al is de kans op uitsterven uiterst gering. De grootte van de populatie is in 2020 geschat op 2.600-41.000 volwassen individuen. Er is aanleiding te veronderstellen dat de soort in aantal achteruit gaat. Echter, het tempo ligt onder de 30% in tien jaar (minder dan 3,5% per jaar). Daarom staat de witbuikzeearend als niet bedreigd op de Rode Lijst van de IUCN.
In sommige staten van Australië zoals Tasmanië, gelden voor de witbuikzeearend wettelijk vastgelegde beschermingsmaatregelen.